# Gustavo Nunes
Gustavo Nunes Fernandes Gomes (São Vicente do Sul, 20 novembre 2005) è un calciatore brasiliano, attaccante del Brentford.

## Caratteristiche tecniche
È un'ala sinistra.molto tecnica che nonostante la giovane età è già una promessa della nazionale brasiliana 

## Carriera
Gustavo Nunes è cresciuto nel settore giovanile del Grêmio ed ha firmato il suo primo contratto professionistico l'8 febbraio 2024. Due giorni dopo ha debuttato in prima squadra nell'incontro del Campionato Gaúcho pareggiato 1-1 contro il São Luiz e la settimana seguente ha segnato il suo primo gol contro il Santa Cruz-RS. L'11 aprile e1 stato definitivamente promosso in prima squadra.

## Statistiche
Statistiche aggiornate al 1º giugno 2024.

### Presenze e reti nei club
| Stagione        | Squadra         | Campionato      | Campionato | Campionato | Coppe nazionali | Coppe nazionali | Coppe nazionali | Coppe continentali | Coppe continentali | Coppe continentali | Altre coppe | Altre coppe | Altre coppe | Totale | Totale | Totale |
| Stagione        | Squadra         | Comp            | Pres       | Reti       | Comp            | Pres            | Reti            | Comp               | Pres               | Reti               | Comp        | Pres        | Reti        | Pres   | Reti   |        |
| --------------- | --------------- | --------------- | ---------- | ---------- | --------------- | --------------- | --------------- | ------------------ | ------------------ | ------------------ | ----------- | ----------- | ----------- | ------ | ------ | ------ |
| 2023            | Grêmio          | PD/RS+A         | 0          | 0          | CB              | 0               | 0               |                    | -                  | -                  | FGF         | 3           | 0           | 3      | 0      |        |
| 2024            | Grêmio          | PD/RS+A         | 10+5       | 1+0        | CB              | 1               | 0               | CL                 | 3                  | 1                  |             | -           | -           | 19     | 2      |        |
| Totale carriera | Totale carriera | Totale carriera | 15         | 1          |                 | 1               | 0               |                    | 3                  | 1                  |             | 3           | 0           | 22     | 2      |        |